# Victor Ciochia
Victor Ciochia (n. 4 februarie 1932, Brașov - d. 14 noiembrie 2014) a fost un zoolog, entomolog și ornitolog roman, doctor în biologie. A lucrat ca ornitolog la Stațiunea zoologică marină de la Agigea (1968–1970), profesor la Universitatea „Lucian Blaga” din Sibiu, a fost membru al Academiei Oamenilor de Știință din România (1991–2014), al Academiei de Științe Agricole și Silvice „Gheorghe Ionescu-Șișești” (1991–2014), al Academiei de Științe din New York (1994–2014) și al altor societăți științifice romanești și străine, conducător de doctorat la Facultatea de biologie a Universității București. A studiat lepidopterele din România. A semnalat pentru prima dată în Fauna României silvia mediteraneană (Sylvia melanocephala) pe dunele din rezervația de la Agigea și iernarea gâștei cu gât roșu (Branta ruficollis) în România la Histria Sinoe, a efectuat pentru prima dată în România observații ornitologice din avion, estimând abundența diferitelor specii pe lacurile din Deltă și Dobrogea

## Cărți publicate

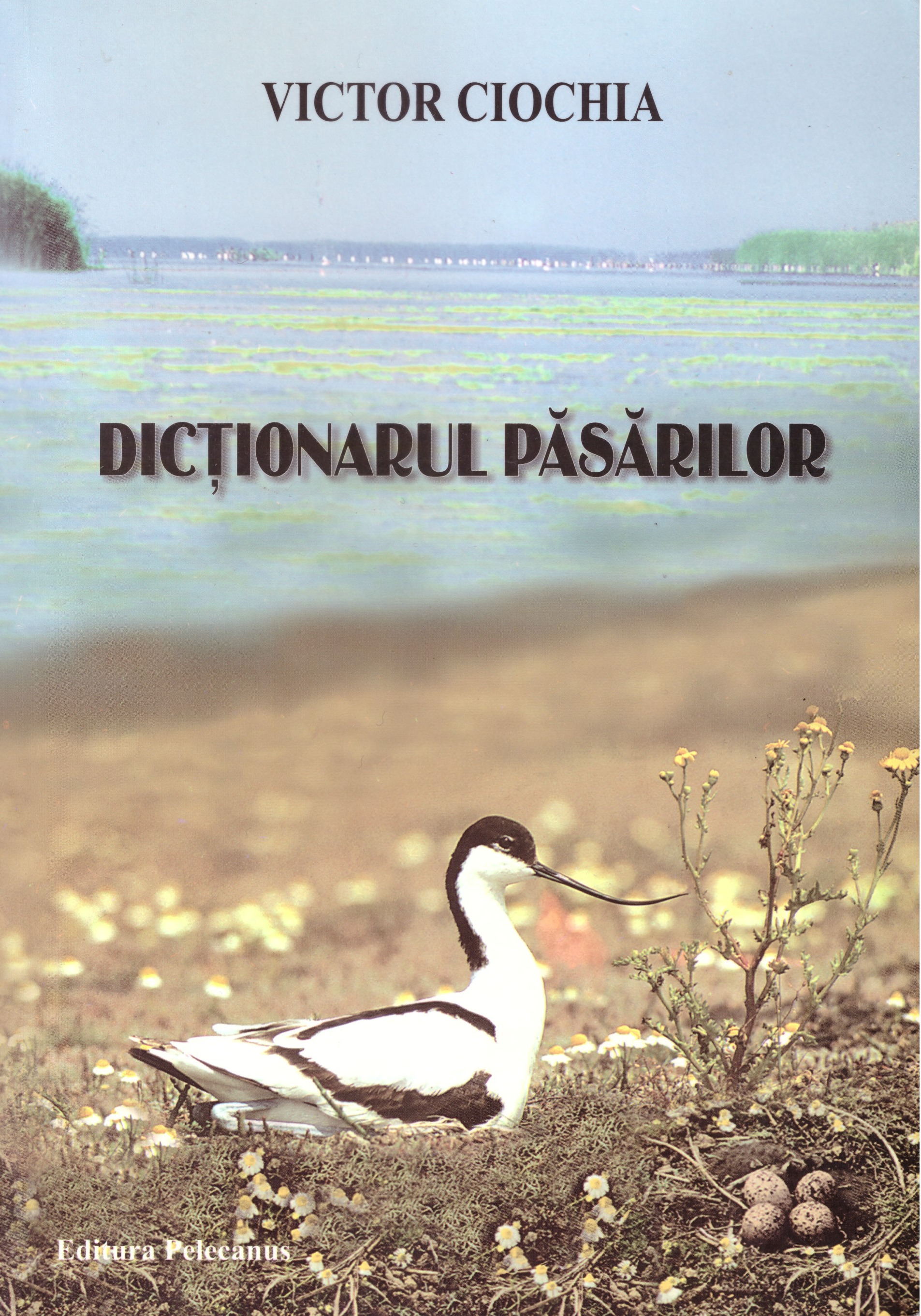

- Aves Danubii : von den Quellen  (Donaueschingen) bis zur Mündung  (Schwarzes Meer) = Die Vögel der Donau (2000)
- Aves Danubii : păsările Dunării de la izvoare  (Donaueschingen) până la vărsare  (Marea Neagră) (2001)
- Păsările clocitoare din România : atlas (1992)
- Dinamica și migrația populațiilor de Păsări și Mamifere - Îndrumător (1976)
- Dinamica și migrația păsărilor (1984)
- Dicționarul păsărilor :  (dicționar de ornitologie) (2002)
- Mic tratat de ornitologie (2007)
- Păsări, cuiburi, ouă și puii din România (2009)
- Catalogul colecției de lepidoptere "N. Delvig" a Muzeului Județean Brașov (1980)
- Catalogul colecției didactice de lepidoptere cu elemente de biologie a Universității "Lucian Blaga" din Sibiu (2000)
- Ce ocrotim din natura regiunii Brașov (1966)
- Protecția sfeclei de zahăr (1980)